# Don Procopio
Don Procopio è un'opera buffa in due atti di Georges Bizet, su libretto italiano di Carlo Cambiaggio, completata nel 1859 ed eseguita per la prima volta nel 1906.

## Storia
Bizet trascorse dal 1857 al 1860 in Italia come vincitore del Prix de Rome. Alla ricerca di ispirazione per un'opera da mandare a casa, trovò il soggetto per la sua opera buffa in una libreria di seconda mano a Roma, scrivendo che il pezzo era "una farsa italiana alla maniera di Don Pasquale" di Carlo Cambiaggio (1798– 1880). Le parole erano una versione ridotta de I pretendenti delusi (1811) di Giuseppe Mosca (1772–1839).
La composizione fu sporadica durante l'inverno 1858-59; Bizet confessò che stava ancora cercando di trovare la sua espressione, anche se aveva intenzionalmente mirato a uno stile italiano per questo pezzo. Il rapporto dei giudici del Prix de Rome notò dei progressi, ma un rapporto successivo firmato da Ambroise Thomas criticò Bizet per aver mandato un opéra bouffe come suo primo invio e suggerì che distogliesse la sua attenzione da questo soggetto in favore della musica sacra (anche se Bizet non riuscì a presentare un pezzo religioso di qualsiasi genere da inviare da Roma).

## Esecuzioni
Ci sono tre partiture a stampa di Don Procopio, una partitura vocale pubblicata nel 1905 prima dell'anteprima prima, una partitura completa e una seconda partitura vocale, tutte fuorvianti perché non distinguono il vero Bizet dal falso (entr'acte e recitativi). La seconda e la terza partitura contengono due arie per Don Procopio adattate dalle canzoni di Bizet; ulteriori strumenti sono stati aggiunti alla partitura. La partitura autografa di Don Procopio fu scoperta nelle carte lasciate da Daniel Auber alla sua morte nel 1871 e fu acquistata dalla famiglia Auber dal Conservatorio di Parigi nel 1894.
La prima produzione, nell'edizione rivista di Charles Malherbe, fu alla Salle Garnier di Monte Carlo il 10 marzo 1906, in doppio cartellone con Pagliacci. Ci furono spettacoli a Barcellona nel 1907 e a Roma nel 1908. La versione originale fu eseguita al Théatre Municipal di Strasburgo il 6 febbraio 1958. Lost and Found Opera presentò la prima australiana nel giugno 2016 a Balcatta, Western Australia, Perth. Opera South (Regno Unito) presentò quella che credevano fosse la vera composizione di Bizet alla Charterhouse School di Godalming, Surrey, in Inghilterra, nell'ottobre 2016.
Una registrazione in russo, diretta da Vladimir Yesipov, è stata pubblicata da Melodija nel 1962. L'opera è stata trasmessa (in italiano) dalla BBC e nel 1975 dalla Radio francese.

## Ruoli
| Ruolo         | Registro vocale | Cast della prima, 10 marzo 1906 (Direttore: Léon Jehin) |
| ------------- | --------------- | ------------------------------------------------------- |
| Don Procopio  | basso           | Jean Périer                                             |
| Bettina       | soprano         | Angèle Pornot                                           |
| Odoardo       | tenore          | Charles Rousselière                                     |
| Ernesto       | baritono        | Maximilien-Nicolas Bouvet                               |
| Don Andronico | baritono        | Victor Chalmin                                          |
| Donna Eufemia | soprano         | Jane Morlet                                             |
| Pasquino      | baritono        | Paolo Ananian                                           |

## Trama
La trama ha punti di contatto a Don Pasquale di Donizetti.   
Don Andronico, un vecchio avaro, vuole fare sposare la nipote Bettina con un altro avaro, Don Procopio, perché teme che una giovane gli spenda tutti i soldi. Bettina è però innamorata del colonnello Odoardo. 
Assistita dalla zia Eusebia e dal fratello Ernesto, ha in programma di contrastare i vecchi. 
Procopio è terrorizzato dal fatto che Bettina sembri un'avida spendacciona e cerca di tirarsi fuori dal matrimonio. 
Quando lei si ostina che lo faccia, abbandona il contratto e fugge e Andronico acconsente all'unione dei giovani innamorati.

## Musica
La musica è un lavoro brillante e giovanile, libero dall'influenza dell'insegnante di Bizet Charles Gounod; è un'imitazione vitale e frizzante del Don Pasquale. L'idioma familiare è intriso di tocchi originali di armonia, orchestrazione e svolta melodica. Gli ensemble sono particolarmente riusciti nell'utilizzare tutti i dispositivi di serie dell'opera buffa: voci in terza, accompagnamento di accordi staccato e ripetizione di parole. "Non v'e signor" di Ernesto è un esatto parallelo di "Bella siccome un angelo" di Malatesta - in entrambi, il baritono descrive il fascino di sua sorella al vecchio, in re bemolle.
Bizet ha utilizzato diversi episodi in opere successive:
- una sezione in 2/4 nel primo finale per il Carnival Chorus nell'atto 2 de La bella fanciulla di Perth;
- il coro "Cheti piano!" per "Chante, chante encore" nell'atto 1 de I pescatori di perle;
- "Sulle piume" per la serenata di Smith ne La bella fanciulla di Perth;
- Mentre la Marcia nell'atto 1 è tratta dal finale della sua Sinfonia in do del 1855.